# Den Burg
Den Burg är en stad mitt på ön Texel i Nordholland, Nederländerna. Den ligger 12 km norr om Den Helder och hade 6 160 invånare den 1 februari 2008 .
Den Burg är den största och minst turistiska staden på ön, även om den har ett historiskt centrum, och är kommunens huvudort. Marknader hålls varje vecka på stadens torg.

## Personer från Den Burg
- Willem Eduard Bok, Transvaals förste statssekreterare
- Hans Kamp, filosof och skapare av Discourse representation theory